# Plator kashmirensis
Espèce
Plator kashmirensis est une espèce d'araignées aranéomorphes de la famille des Trochanteriidae.

## Distribution
Cette espèce est endémique du Jammu-et-Cachemire en Inde,. Elle se rencontre vers Poonch.

## Description
La femelle holotype mesure 6,00 mm.

## Étymologie
Son nom d'espèce, composé de kashmir et du suffixe latin -ensis, « qui vit dans, qui habite », lui a été donné en référence au lieu de sa découverte, le Cachemire.

## Publication originale
- Tikader & Gajbe, 1973 : A new species of spider of genus Plator Simon (family-Platoridae) from India. Current Science, vol. 42, p. 829 (texte intégral).